# Franz Josef Meybrunn
Franz Josef Meybrunn (Hochdorf (Freiburg im Breisgau), 28 januari 1902 – Titisee-Neustadt, 15 maart 1975) was een Duits componist, muziekpedagoog en dirigent. Voor bepaalde werken gebruikt hij het pseudoniem: Klaus Vorbach. 

## Levensloop
Meybrunn studeerde muziek privé in Freiburg im Breisgau bij Otto Kleitz, Reinhard Kuhrt en Hans Joost. Hij werkte als violist bij de concerten van het stedelijk orkest van Freiburg im Breisgau mee. Al vroeg werd hij dirigent van de harmonieorkesten van zijn geboortestad (Hochdorf) (1928-1935) en van Buchheim, nu: deelgemeente van March. In 1935 werd hij stedelijk muziekdirecteur van Neustadt, nu Titisee-Neustadt, waar hij tot zijn pensionering in 1967 werkte. Aldaar was hij dirigent van de Stadtmusik Neustadt e.V. en werd dirigent van de Blasmusikverband Baden-Württemberg. In 1953 begon hij voor deze regionale federatie dirigentencursussen te organiseren. Meybrunn was ook dirigent van de Männergesangverein Hochfirst.
Als componist schreef hij vooral werken voor harmonieorkest en kamermuziek.

## Composities

### Werken voor harmonieorkest
- 1958 Bläserruf
- 1958 Kleine Serenade
- 1959 Drei Bagatellen
- 1966 Kleine Suite im Volkston
- 1974 Ballade, voor trompet en harmonieorkest
- Sinfonisches Vorspiel, voor harmonieorkest